# 塔韦尔纳
塔韦尔纳（義大利語：Taverna），是意大利卡坦扎罗省的一个市镇。总面积132平方公里，人口2697人，人口密度20.4人/平方公里（2009年）。ISTAT代码为079146。